# Kurt Rosenwinkel
Kurt Rosenwinkel (*28. října 1970) je americký jazzový kytarista a hráč na klávesové nástroje, který se začal prosazovat v devadesátých letech 20. století. Jeho hudební kariéra začala na Berklee College of Music, na které studoval dva a půl roku. Studia ale přerušil kvůli koncertní šňůře s vibrafonistou Gary Burtonem, který byl tou dobou na Berklee děkanem. Po tomto turné se Rosenwinkel přestěhoval do Brooklynu, kde pokračoval ve studiu hry na kytaru a začal vystupovat s Electric Bebop Bandem, který vedl bubeník Paul Motian, ansámblem Joe Hendersona a skupinou Fellowship, kterou založil bubeník Brian Blade. Během této doby začal používat mikrofon, zapojený do kytarového aparátu, který mu umožňoval doprovázet kytaru unisono zpěvem a to jak při živém hraní, tak i při nahrávání ve studiu. Díky svým kytarovým sólům doprovázeným zpěvem se jeho hra stala originální a snadno rozpoznatelnou.
V roce 1995 vyhrál Kurt Rosenwinkel cenu americké vlády National Endowment for the Arts, která mu dopomohla získat smlouvu u nahrávací společnosti Verve. V této době působil jednak jako leader svých vlastních hudebních projektů, jednak jako sideman u saxofonisty Marka Turnera, pianisty Brada Mehldaua a mnoha dalších. Během své nahrávací smlouvy u Verve spolupracoval Kurt Rosenwinkel také s hiphopovým umělcem Q-Tipem, který koprodukoval jeho album Heartcore (2003), na kterém si zahrál kontrabasista Ben Street, bubeník Jeff Ballard a saxofonista Mark Turner. Album je směsí jazzu, rocku, hip-hopu a elektroniky, čím se dost podstatně liší od předchozích Rosenwinkelových desek. Vzájemná spolupráce s Q-Tipem byla oboustranná, Rosenwinkel mu nahrál kytary na jeho alba The Renaissance (2008) a Kamaal/The Abstract (2009).
Další vlastní Rosenwinkelovo album je koncertní živá dvojdeska nazvaná The Remedy — Live at the Village Vanguard (2008), na které mu sekundují Mark Turner, Aaron Goldberg, Joe Martin a Eric Harland. O rok později vyšla deska nahraná pouze v triu Standards Trio: Reflections (2009), na které si zahráli Eric Revis na kontrabas a Eric Harland na bicí.
V roce 2022 spolupracoval s Jean-Paul Brodbeckem na albu The Chopin Project, které je výběrem skladeb Frederyka Chopina aranžovaných pro jazzový kvartet.
Kurt Rosenwinkel je původem z Filadelfie, i když nyní žije v Berlíně, kde také učí jazzovou kytaru. Díky tomu také několikrát zavítal do České republiky.

## Diskografie (pouze jako leader)
- 1996 - Kurt Rosenwinkel Trio - East Coast Love Affair - (Fresh Sound New Talent)
- 1998 - Kurt Rosenwinkel Quartet - Intuit - (Criss Cross)
- nevydáno - Kurt Rosenwinkel - Under It All
- 2000 - Kurt Rosenwinkel - The Enemies of Energy - (Verve Records)
- 2001 - Kurt Rosenwinkel - The Next Step - (Verve Records)
- 2002 - Jakob Dinesen / Kurt Rosenwinkel - Everything Will Be Alright - (Verve Records)
- 2003 - Kurt Rosenwinkel - Heartcore - (Verve Records)
- 2005 - Kurt Rosenwinkel - Deep Song - (Verve Records)
- 2008 - Kurt Rosenwinkel - The Remedy: Live at the Village Vanguard - (Wommusic)
- 2009 - Kurt Rosenwinkel Standards Trio - Reflections - (Wommusic)
- 2010 - Kurt Rosenwinkel & OJM - Our Secret World - (Wommusic)
- 2012 - Kurt Rosenwinkel - Star of Jupiter - (Wommusic)